# Rudlew
Rudlew (ukr. Рудливе, Rudływe) – wieś na Ukrainie, w obwodzie rówieńskim, w rejonie dubieńskim, w hromadzie Bokujma. W 2001 liczyła 123 mieszkańców.
W okresie międzywojennym wieś znajdowała się w granicach II RP, wchodząc w skład gminy Kniahinin w powiecie dubieńskim, w województwie wołyńskim.